# 월간 영 매거진
월간 영 매거진(月刊ヤングマガジン げっかんヤングマガジン[*], Monthly Young Magazine)는 고단샤(강담사)에서 발행되는 일본의 월간 청년 만화 잡지로 1999년 12월 9일 창간되었다. 독자층은 20세 - 59세이다. 발매일은 매월 20일.